# Léon Lebègue
Léon Lebègue, né à Orléans (Loiret) le 7 novembre 1863 et mort au Mans le 17 mai 1930, est un lithographe, graveur, affichiste et illustrateur français.

## Biographie
Léon Gervais Lebègue est le fils de Léon Pacifique Lébègue et de Hortense Sophie Durand, originaires d'Orléans. Il commence sa carrière à Paris, vers 1885, aux côtés de Paul-Alfred Colin, alors inspecteur des Beaux-Arts qui l'avait repéré alors qu'il prenait des cours de dessin au Mans. Colin lui permet de suivre les cours du peintre Jean-Léon Gérôme aux Beaux-Arts de Paris.
Il débute dès les années 1890 une carrière d’illustrateur pour les journaux satiriques et artistiques : Soleil du Dimanche, Le Rire, La Plume, Le Gaulois, La Vie en rose, Au Quartier Latin, Le Patriote Illustré, Le Cycle, La Revue moderne, Grimace, Nos Caricatures, L’Illustré national, Gil Blas illustré, Le Courrier français, Le Goût parisien, La Critique.
Il réalise également de nombreux menus, programmes, cartes de visite illustrées, couvertures de livres, culs-de-lampe, ex-libris ainsi que les illustrations de nombreux ouvrages : Boitelle, Le Remplaçant, Les 25 Francs de la supérieure, La Patronne et d’autres nouvelles de Guy de Maupassant ; Les Regrets de la Belle Heaulmière de François Villon ; mais aussi des œuvres d’Anatole France, Honoré de Balzac, Théodore de Banville, Joris-Karl Huysmans, Pierre Louÿs ou Alfred de Musset.
Lebègue est notamment connu pour avoir réalisé de nombreuses affiches publicitaires dont celle du Salon des Cent de 1895.
Il se marie le 10 novembre 1898 à Paris avec Eugénie Joséphine Lambert.
Il expose au Salon des artistes français de 1901 à 1905, entre autres des eaux-fortes.
Il meurt au Mans le 17 mai 1930, à l'âge de 66 ans,,

## Galerie

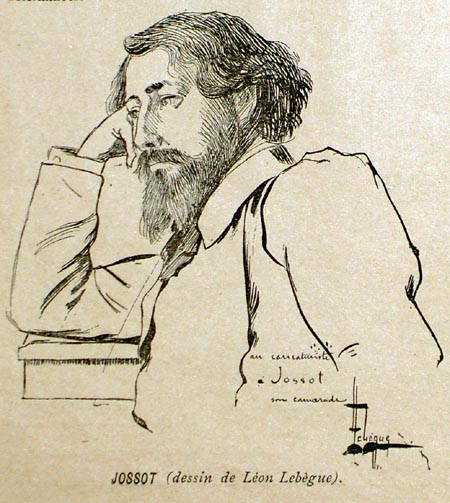
Portrait d'Henri Gustave Jossot (La Plume, 1894).
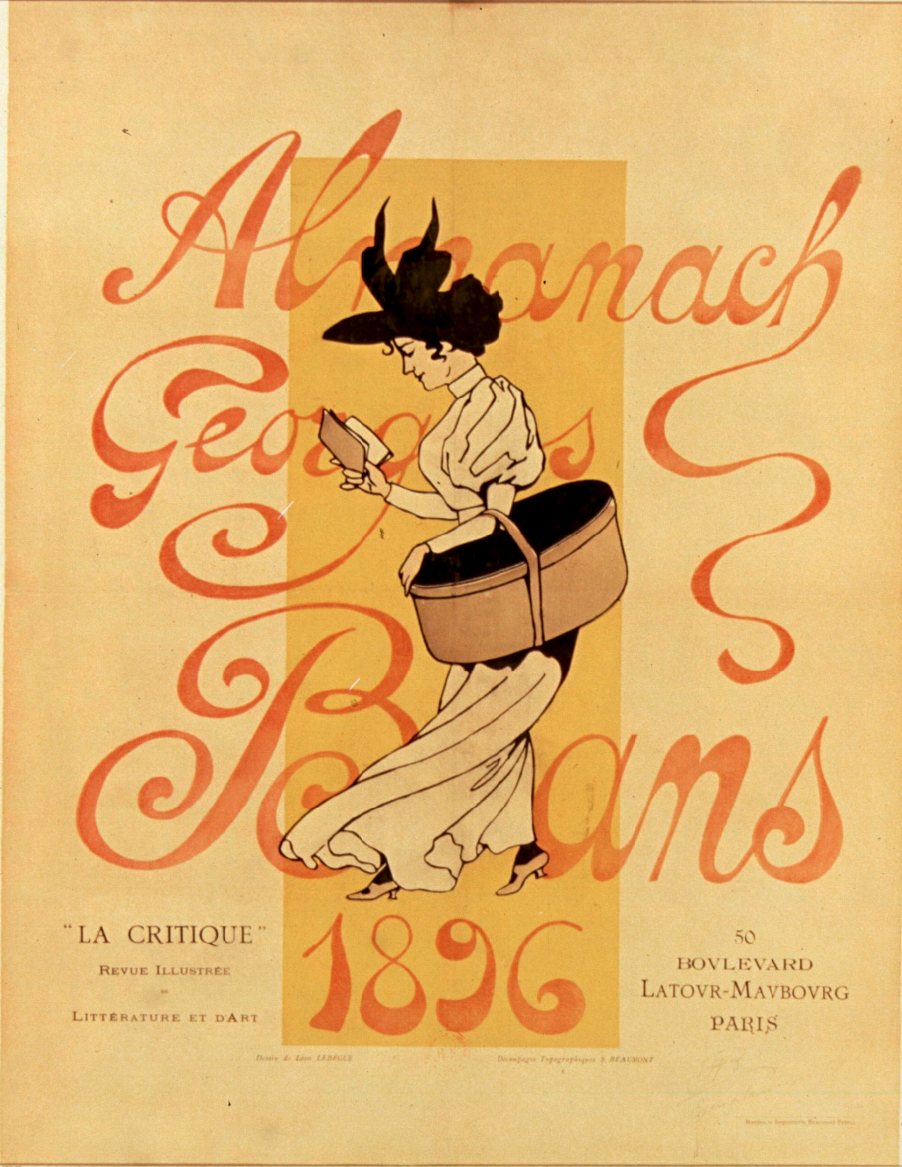
Almanach Georges Bans 1896, affiche lithographique.
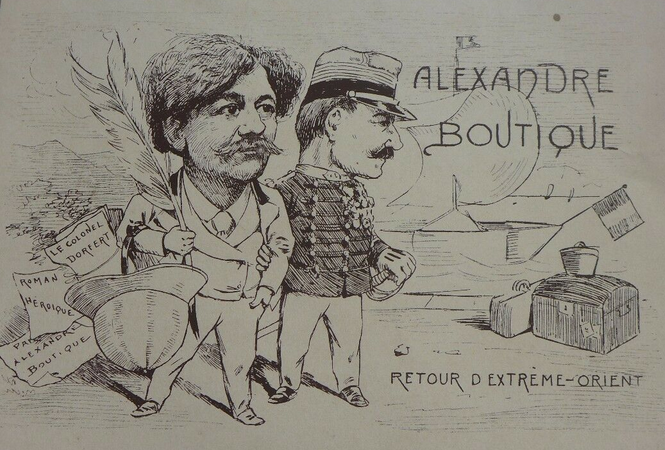
Carte publicitaire pour Le Colonel Dorfert (1899), roman d'Alexandre Boutique[7].

## Notoriété
Lebègue figure parmi les personnalités du volume 7 de l'Album Mariani, publié en 1902 et qui en offre cette description dithyrambique : 

« Très vif d’esprit, grand, mince, élancé, le teint bronzé des médailles, la barbe noire taillée en pointe, tel se présente à nous Léon Lebègue. Les yeux sont vifs, pétillants, d’une finesse visuelle qui trahit un peu celle du burin ou du crayon ; le visage, d’ensemble très affiné, par certains traits évoque celui de Félicien Rops, demeuré dans les souvenir pareil à un beau camée. Épris à la manière des Achille Devéria et Célestin Nanteuil du romantisme, de toutes les chroniques du Moyen Âge, des belles histoires de la Renaissance […] Léon Lebègue donne avec profusion, dans des pages qui sont autant de chefs-d’œuvre de fini, de verve satirique ou d’observation, la mesure d’un esprit inventif, primesautier et charmant […] Le joli, le léger, l’infiniment petit dans l’ornement l’attirent. Les périodiques illustrés se disputèrent les trouvailles toujours heureuses de cet artiste exquis, spirituel et érudit. Et c’est ainsi que, peu à peu, continue de se répandre, par le monde, le nom déjà admiré et sympathique du jeune maître ès caprices et inventions d’images. »

La renommée de Lebègue ne s’est jamais tarie dans les milieux initiés des collectionneurs de dessins et d’affiches de la période art nouveau.